# Centenary Prize der Royal Society of Chemistry
Der Centenary Prize der Royal Society of Chemistry wird von der Royal Society of Chemistry an ausländische Chemiker verliehen, die damit eingeladen werden, Vorträge in Großbritannien zu halten.
Es werden jährlich bis zu drei Preise vergeben. Der Preis ist mit 5000 Pfund dotiert. Die Preisträger halten danach auf Vortragsreisen Vorlesungen in Großbritannien. Sie müssen von außerhalb Großbritanniens und Irlands kommen. Neben der wissenschaftlichen Leistung sollten die Preisträger gute Vortragsfähigkeiten besitzen.
Der Preis wurde 1947 aus Anlass des 100-jährigen Bestehens der Chemical Society (gegründet 1841) begründet, die später mit der RSC fusionierte.

## Preisträger
- 1949 Vladimir Prelog, Edgar Lederer, Michel Magat
- 1950 Placidus Plattner
- 1951 Robert B. Woodward, Kaj Ulrik Linderstrøm-Lang
- 1952 Tadeusz Reichstein
- 1953 Arne Tiselius
- 1954 Richard Helmuth Fredrick Manske
- 1955 Melvin Calvin, Herbert C. Brown
- 1956 Glenn T. Seaborg
- 1957 Hans Brockmann, Odd Hassel
- 1958 Gerhard Herzberg, Klaus Clusius, Wilhelm Klemm
- 1959 George Hamilton Cady, Nils Andreas Sørensen (1909–1987), Michael Heidelberger
- 1960 Rolf Huisgen, Alexander Nikolajewitsch Terenin
- 1961 George B. Kistiakowsky, Hans Schmid
- 1962 Frank Westheimer, Richard Kuhn
- 1963 Carl Djerassi
- 1964 John C. Polanyi, Feodor Lynen
- 1965 Charles B. Colburn (* 1923), Wiktor Kemula, John D. Roberts
- 1966 Shōji Shibata, Lars Gunnar Sillen
- 1967 Saul Winstein
- 1968 Erwin Wilhelm Müller, Paul Doughty Bartlett
- 1969 Albert Eschenmoser
- 1970 Elias J. Corey, Edgar Bright Wilson
- 1971 Ronald Breslow, William Lipscomb
- 1972 John Anthony Pople, Jan Peter Toennies, William Summer Johnson
- 1973 Duilio Arigoni, Frank Albert Cotton, Hellmuth Fischer
- 1974 Gilbert Stork, Ernst Otto Fischer, Roald Hoffmann
- 1975 Donald J. Cram, John B. Goodenough, Willis H. Flygare
- 1976 Dudley R. Herschbach, Alfred Edward Ringwood, Karel Wiesner
- 1977 Jack D. Dunitz, George A. Olah, Kenneth Sanborn Pitzer
- 1978 Heinz Gerischer, Kōji Nakanishi, Heinrich Nöth
- 1979 Richard Hadley Holm, Satoru Masamune, Henry Taube
- 1980 James Ibers, Jean-Marie Lehn, Mark E. Volpin (1923–1996), Jürgen Troe
- 1981 Barry Trost, Earl Leonard Muetterties, Takeshi Oka
- 1982 Alan MacDiarmid, Massimo Simonetta (1920–1986), Albert Irving Meyers
- 1983 Gábor A. Somorjai, Virgil Boekelheide, Hubert Schmidbaur
- 1984 Harry B. Gray, Meir Lahav, Benjamin Widom
- 1985 Gerhard Ertl, Léon Ghosez, Herbert W. Roesky
- 1986 Robert Bruce Merrifield, Stuart A. Rice, Alan H. Cowley (* 1934)
- 1987 Allen J. Bard, William Arthur Grover Graham (* 1930), Christopher T. Walsh
- 1988 Rudolph A. Marcus, Ryōji Noyori, Warren R. Roper
- 1989 Carlo Floriani, Marc Julia, Endel Lippmaa
- 1990 Richard R. Schrock, Dieter Seebach, Noel S. Hush
- 1991 Witali Iossifowitsch Goldanski, Athelstan Beckwith, Thomas Meyer (Univ. North Carolina)
- 1992 Leo A. Paquette, Alan Sargeson, Henry F. Schaefer
- 1993 Alexander Pines, Barry Sharpless, Helmut Werner
- 1994 Malcolm H. Chisholm, A. Ian Scott, Kirill Zamaraev (1939–1996)
- 1995 Clayton H. Heathcock, Vincenzo Balzani, Graham R. Fleming
- 1996 Claire Demuynck, Helmut Ringsdorf, Tobin J. Marks
- 1997 Richard Zare, Larry E. Overman, Arndt Simon
- 1998 Robert F. Curl, Marion Frederick Hawthorne, James D. White (Oregon State University)
- 1999 Jean-Pierre Sauvage, Henri Kagan, Robin Hochstrasser
- 2000 Maurice Brookhart, Jean F. Normant (1936–2016), C. N. R. Rao
- 2001 Kyriacos Costa Nicolaou, Richard J. Saykally, Karl Wieghardt
- 2002 Manfred T. Reetz, Gérard Jaouen, Amos B. Smith
- 2003 A. R. Ravinshankara, Edward I. Solomon, Alois Fürstner
- 2004 Robert Grubbs, Eric Herbst, Marc-Jacques Ledoux
- 2005 Goverdhan Mehta (* 1943), Vivian Wing-Wah Yam, Royce W. Murray
- 2006 Stephen J. Benkovic, Hans-Joachim Freund, Ilya I. Moiseev
- 2007 Trygve Helgakerr, T. Don Tilley, James A. Marshall
- 2008 F. Fleming Crim, Masakatsu Shibasaki, Achim Müller
- 2009 Aaron Ciechanover, Yoshinori Yamamoto, Martin Jansen (und Lecturer 2009/2010 Michel Che, Jean Katzenellenbogen, Leonard Lindoy)
- 2010 Avelino Corma, Stephen Lippard, Omar Yaghi
- 2011 G. Marius Clore, Jonathan Sessler, R. Graham Cooks
- 2012 Craig Hawker, Timothy Swager, Stephen Withers
- 2013 Robert H. Crabtree, Richard Silverman, Chi-Ming Che
- 2014 Eiichi Nakamura, Fraser Stoddart, Karen Wooley
- 2015 Chad Mirkin, Geoffrey Ozin, Jean-Marie Tarascon,
- 2016 Kenneth S. Suslick, R. J. Dwayne Miller, Michael Grätzel
- 2017 Odile Eisenstein, William J. Evans, Ben Feringa
- 2018 Jacqueline Barton, John Hartwig, Richard Kaner
- 2019 Laura Kiessling, David MacMillan, Roberta Sessoli
- 2020 Eric Anslyn, Teri Odom, James Tour
- 2021 Jean-Luc Brédas, Bin Liu, Doug Stephan
- 2022 Michelle Chang, Joseph Francisco, Catherine Murphy
- 2023 Christopher Barner-Kowollik, Mercouri Kanatzidis, Marc Grinstaff
- 2024 Luisa De Cola, Nicholas Kotov, Xiaogang Liu[1]